# Chiesa di San Vittore Mauro (Blenio)
La chiesa di San Vittore Mauro è un edificio religioso che fonde elementi dell'architettura romanica e di quella tardobarocca e che si trova a Blenio, in frazione Aquila.

## Storia
L'edificio fu costruito prima del 1213, quando fu citato per la prima volta, in stile romanico. Tracce di quella chiesa sono ancora visibili in quella attuale, realizzata in stile tardobarocco a partire dal 1641: si tratta della lunetta che si trova su un portale nel prospetto meridionale, e che reca un affresco del 1502, e di tre archetti pensili che si trovano poco distante, nel medesimo prospetto, e che presentano un dipinto secentesco mal conservato. La chiesa barocca, invece, fu modificata per circa un secolo: prima, nel 1654, fu realizzato il portale con battenti in legno intagliati sul prospetto meridionale, poi, nel 1728, iniziò una decisa modifica della chiesa, pensata da Giandomenico Frasca, che fra gli altri rimaneggiamenti ebbe come effetto il rovesciamento dell'orientamento dell'edificio.

## Descrizione
Esternamente, la facciata meridionale integra elementi medievali a elementi in stile barocco.
Internamente spicca un Crocifisso del XV secolo, collocato in cima all'arco trionfale. Nella chiesa di conservano anche elementi di arredo risalenti al XVIII secolo.